# یادبود ملی چیریکاهوا

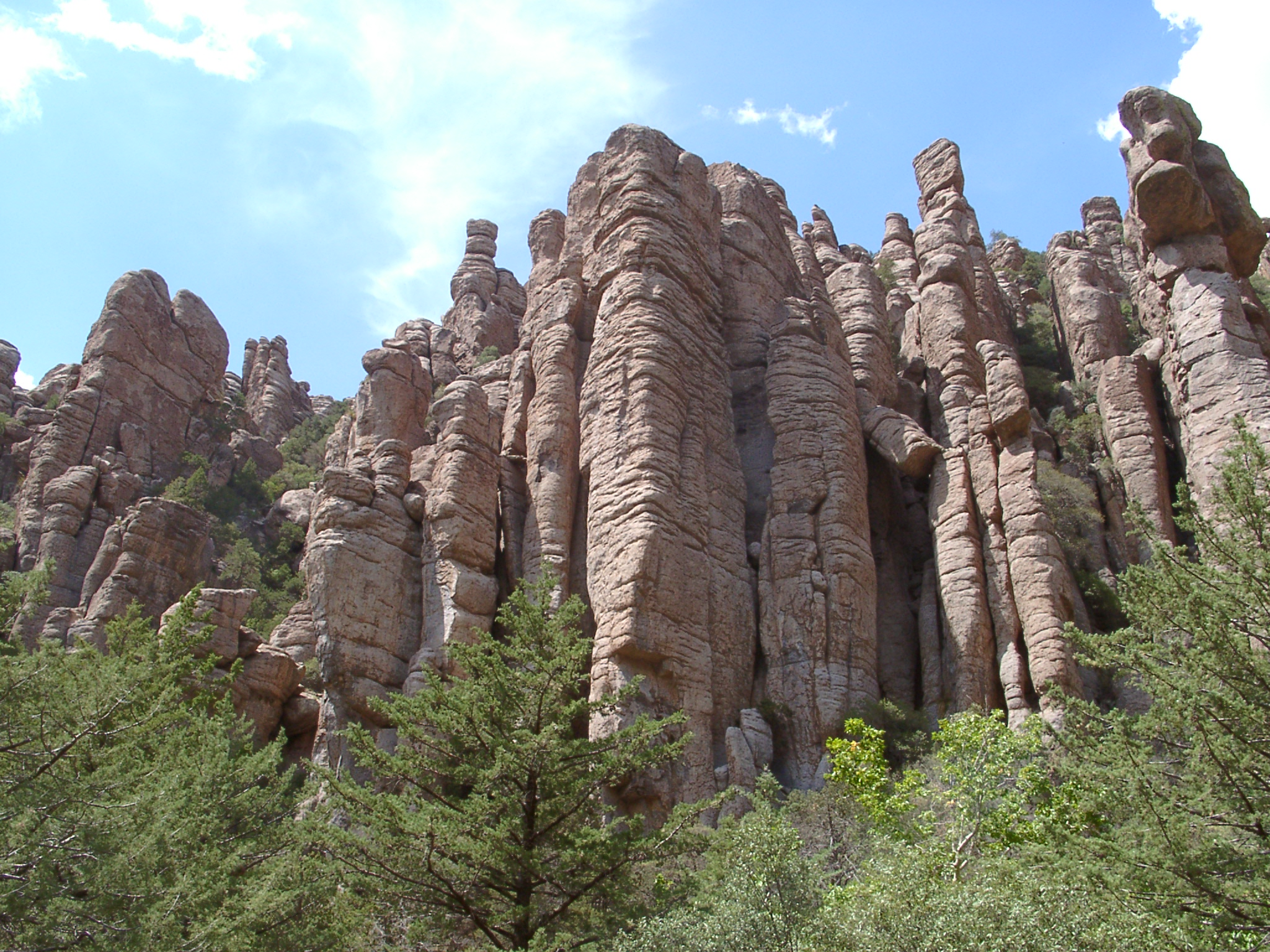

یادبود ملی چیریکاهوا (به انگلیسی: Chiricahua National Monument) تأسیس ۱۹۲۴، یک پارک ملی در ایالت آریزونا در آمریکا است.
این پارک ملی ۴۹ کیلومتر مربع مساحت دارد.
چیریکاهوا مدتی محل استقرار سرخ‌پوستان آپاچی بود.